# Lucas Alario
Lucas Alario, né le 8 octobre 1992 à Tostado en Argentine, est un footballeur international argentin évoluant au poste d'attaquant à l'Estudiantes de La Plata.

## Biographie

### Carrière en club

#### Débuts à Colón de Santa Fe
Il fait ses débuts professionnels avec le Colón de Santa Fe le 11 juin 2011, en entrant au jeu en lieu et place de Germán Lesman à la 71e minute de jeu lors d'une défaite 0-1, face à l'Arsenal de Sarandí. Il inscrit son premier but en faveur du club le 22 mars 2014, lors d'une victoire 1-0 de son équipe face au Club Atlético Tigre. Le 12 mai 2015, il est l'auteur d'un doublé lors de la victoire 3-2 de Colón de Santa Fe sur la pelouse de Defensa y Justicia, 
ce qui constitue dès lors la première victoire du club de la saison à l'extérieur.

#### Confirmation à River Plate
Le 26 juin 2015, il rejoint l'équipe de River Plate, en signant un contrat d'une durée de quatre ans. Il fait ses débuts pour les millonarios le 11 juillet 2015, en remplacement de Fernando Cavenaghi, lors du match nul un partout entre les deux formations. Quelques jours plus tard, il égalise lors de la demi-finale retour de Copa Libertadores, jouée face au club paraguayen de Guarani, ce qui constitue son premier but sous les couleurs de River Plate. Le 5 août 2015, il inscrit un but face aux Tigres lors de la finale retour de la Copa Libertadores, ce qui permet à sa formation de remporter la Copa Libertadores pour la troisième fois de son histoire,. Par la suite, à l'occasion d'une rencontre comptant pour la 23e journée de championnat, il inscrit son premier triplé contre Nueva Chicago, match au cours duquel les Millonario s'imposent sur le score de 4-1.
Le 25 août 2016, il remporte la Recopa Sudamericana lors du match retour de la finale de cette compétition contre l'Independiente Santa Fe, au cours duquel River s'impose 2-1 grâce à un but d'Alario.
Le 15 décembre 2016, il remporte la Coupe d'Argentine, à la suite de la victoire de River Plate face à Rosario Central sur le score de 4-3. Au cours de ce match, Alario est l'auteur d'un triplé.
Il s'impose rapidement comme étant l'une des pièces maîtresse de Marcelo Gallardo, et forme avec Sebastián Driussi un duo d'attaque des plus redoutable d'Argentine[réf. nécessaire].

#### Bayer Leverkusen
Le 31 août 2017, il rejoint le club allemand du Bayer Leverkusen. Il signe un contrat courant jusqu'en juin 2022.
Le 18 mai 2019, Alario réalise un triplé face au Hertha Berlin, en championnat, contribuant ainsi à la victoire de son équipe par cinq buts à un.
Le 2 août 2021, Alario prolonge son contrat avec le Bayer Leverkusen jusqu'en 2024.

#### Eintracht Franckfort
Le 24 juin 2022, il signe un contrat de 3 ans avec Eintracht Francfort. Le montant du transfert s'élève à 6 millions d'euros et son contrat court jusqu'en 2025.

#### SC Internacional
Au mercato hivernal 2023/2024, il décide de quitter le club allemand pour rejoindre le SC Internacional, club brésilien. Il s'est engagé jusqu'en décembre 2025.

### Carrière en sélection
Alario est appelé le 12 août 2016 pour rejoindre l'équipe nationale d'Argentine afin de participer aux prochains matchs des éliminatoires de la Coupe du Monde 2018. Il rentre pour la première fois en jeu le 2 septembre en remplaçant Lucas Pratto lors de la victoire 1-0 de son équipe face à celle de l'Uruguay.
Alario réalise une belle performance en amical contre l'Allemagne le 9 octobre 2019. Entré en jeu à la place de Paulo Dybala en seconde période, l'Argentin inscrit un but et délivre une passe à Lucas Ocampos, permettant à l'Albiceleste d'arracher un nul 2-2 au Signal Iduna Park.

## Statistiques

### En club
| Saison                | Club                  | Championnat           | Championnat | Championnat | Championnat | Coupe(s) nationale(s) | Coupe(s) nationale(s) | Coupe(s) nationale(s) | Supercoupe | Supercoupe | Supercoupe | Compétition(s) continentale(s) | Compétition(s) continentale(s) | Compétition(s) continentale(s) | Compétition(s) continentale(s) | Supercoupe continentale | Supercoupe continentale | Supercoupe continentale | Coupe du monde des clubs | Coupe du monde des clubs | Coupe du monde des clubs | Total | Total | Total |
| Saison                | Club                  | Division              | M.          | B.          | P.d.        | M.                    | B.                    | P.d.                  | M.         | B.         | P.d.       | Comp.                          | M.                             | B.                             | P.d.                           | M.                      | B.                      | P.d.                    | M.                       | B.                       | P.d.                     | M.    | B.    | P.d.  |
| 2011                  | Colón de Santa Fe     | Clausura              | 1           | 0           | 0           | -                     | -                     | -                     | -          | -          | -          | -                              | -                              | -                              | -                              | -                       | -                       | -                       | -                        | -                        | -                        | 1     | 0     | 0     |
| 2011-2012             | Colón de Santa Fe     | Apertura + Clausura   | 3+6         | 0+0         | 1+0         | -                     | -                     | -                     | -          | -          | -          | -                              | -                              | -                              | -                              | -                       | -                       | -                       | -                        | -                        | -                        | 9     | 0     | 1     |
| 2012-2013             | Colón de Santa Fe     | Primera División      | 2           | 0           | 0           | -                     | -                     | -                     | -          | -          | -          | -                              | -                              | -                              | -                              | -                       | -                       | -                       | -                        | -                        | -                        | 2     | 0     | 0     |
| 2013-2014             | Colón de Santa Fe     | Primera División      | 21          | 3           | 1           | -                     | -                     | -                     | -          | -          | -          | -                              | -                              | -                              | -                              | -                       | -                       | -                       | -                        | -                        | -                        | 21    | 3     | 1     |
| 2014                  | Colón de Santa Fe     | Primera B Nacional    | 15          | 6           | 4           | 2                     | 0                     | 0                     | -          | -          | -          | -                              | -                              | -                              | -                              | -                       | -                       | -                       | -                        | -                        | -                        | 17    | 6     | 4     |
| 2015                  | Colón de Santa Fe     | Primera División      | 10          | 3           | 0           | -                     | -                     | -                     | -          | -          | -          | -                              | -                              | -                              | -                              | -                       | -                       | -                       | -                        | -                        | -                        | 10    | 3     | 0     |
| Sous-total            | Sous-total            | Sous-total            | 58          | 12          | 6           | 2                     | 0                     | 0                     | -          | -          | -          | -                              | -                              | -                              | -                              | -                       | -                       | -                       | -                        | -                        | -                        | 60    | 12    | 6     |
| 2015                  | River Plate           | Primera División      | 6           | 4           | 0           | -                     | -                     | -                     | -          | -          | -          | CL+CS                          | 4+4                            | 2+1                            | 2+1                            | -                       | -                       | -                       | 2                        | 1                        | 0                        | 16    | 8     | 3     |
| 2016                  | River Plate           | Primera División      | 13          | 6           | 1           | -                     | -                     | -                     | -          | -          | -          | CL                             | 7                              | 3                              | 0                              | -                       | -                       | -                       | -                        | -                        | -                        | 20    | 9     | 1     |
| 2016-2017             | River Plate           | Primera División      | 27          | 12          | 4           | 6                     | 7                     | 1                     | -          | -          | -          | CL                             | 8                              | 3                              | 1                              | 2                       | 1                       | 0                       | -                        | -                        | -                        | 43    | 23    | 6     |
| 2017-2018             | River Plate           | Primera División      | 1           | 0           | 0           | 2                     | 1                     | 1                     | -          | -          | -          | -                              | -                              | -                              | -                              | -                       | -                       | -                       | -                        | -                        | -                        | 3     | 1     | 1     |
| Sous-total            | Sous-total            | Sous-total            | 47          | 22          | 5           | 8                     | 8                     | 2                     | -          | -          | -          | -                              | 23                             | 9                              | 4                              | 2                       | 1                       | 0                       | 2                        | 1                        | 0                        | 82    | 41    | 11    |
| 2017-2018             | Bayer Leverkusen      | Bundesliga            | 23          | 9           | 4           | 3                     | 1                     | 1                     | -          | -          | -          | -                              | -                              | -                              | -                              | -                       | -                       | -                       | -                        | -                        | -                        | 26    | 10    | 5     |
| 2018-2019             | Bayer Leverkusen      | Bundesliga            | 27          | 9           | 3           | 2                     | 1                     | 0                     | -          | -          | -          | C3                             | 7                              | 4                              | 0                              | -                       | -                       | -                       | -                        | -                        | -                        | 36    | 14    | 3     |
| 2019-2020             | Bayer Leverkusen      | Bundesliga            | 24          | 7           | 1           | 4                     | 3                     | 0                     | -          | -          | -          | C1+C3                          | 5+3                            | 0+2                            | 0                              | -                       | -                       | -                       | -                        | -                        | -                        | 36    | 12    | 1     |
| 2020-2021             | Bayer Leverkusen      | Bundesliga            | 25          | 11          | 0           | 3                     | 2                     | 1                     | -          | -          | -          | C3                             | 5                              | 2                              | 0                              | -                       | -                       | -                       | -                        | -                        | -                        | 33    | 15    | 1     |
| 2021-2022             | Bayer Leverkusen      | Bundesliga            | 26          | 6           | 0           | -                     | -                     | -                     | -          | -          | -          | C3                             | 6                              | 1                              | 0                              | -                       | -                       | -                       | -                        | -                        | -                        | 32    | 7     | 0     |
| Sous-total            | Sous-total            | Sous-total            | 125         | 42          | 8           | 12                    | 7                     | 2                     | -          | -          | -          | -                              | 26                             | 10                             | 0                              | -                       | -                       | -                       | -                        | -                        | -                        | 163   | 59    | 10    |
| 2022-2023             | Eintracht Francfort   | Bundesliga            | 20          | 1           | 0           | 3                     | 1                     | 0                     | -          | -          | -          | C1                             | 2                              | 0                              | 0                              | 1                       | 0                       | 0                       | -                        | -                        | -                        | 26    | 2     | 0     |
| 2023-2024             | Eintracht Francfort   | Bundesliga            | -           | -           | -           | -                     | -                     | -                     | -          | -          | -          | C4                             | -                              | -                              | -                              | -                       | -                       | -                       | -                        | -                        | -                        | 0     | 0     | 0     |
| Sous-total            | Sous-total            | Sous-total            | 20          | 1           | 0           | 3                     | 1                     | 0                     | 0          | 0          | 0          | -                              | 2                              | 0                              | 0                              | 1                       | 0                       | 0                       | 0                        | 0                        | 0                        | 26    | 2     | 0     |
| 2023-2024             | SC Internacional      | Série A               | -           | -           | -           | -                     | -                     | -                     | -          | -          | -          | CL                             | -                              | -                              | -                              | -                       | -                       | -                       | -                        | -                        | -                        | 0     | 0     | 0     |
| Total sur la carrière | Total sur la carrière | Total sur la carrière | 248         | 75          | 19          | 24                    | 15                    | 4                     | -          | -          | -          | -                              | 51                             | 19                             | 4                              | 3                       | 1                       | 0                       | 2                        | 1                        | 0                        | 328   | 111   | 27    |

## Palmarès
River Plate
- Copa Libertadores
  - Vainqueur : 2015
- Recopa Sudamericana
  - Vainqueur : 2016
- Coupe du Monde des Clubs
  - Finaliste : 2015
- Coupe d'Argentine
  - Vainqueur : 2016